# 러시아 연방보안국
러시아 연방보안국(러시아어: Федера́льная слу́жба безопа́сности Росси́йской Федера́ции, ФСБ, 통칭 FSB)은 러시아의 정보기관이다.

## 역사
러시아 연방보안국의 기원은 소비에트 사회주의공화국 연방의 정보기관이었던 국가보안위원회(KGB)이다. 1991년 소련 붕괴 이후 국가보안위원회(KGB)는 자연스럽게 각 공화국으로 이전되었고, 러시아 공화국에서는 소비에트 사회주의공화국 연방 국가보안위원회(KGB)의 해외첩보를 담당하던 제1본부를 해외정보국(SVR)으로 독립시킨 뒤, 국내 보안을 담당하는 부서이던 제2본부를 러시아 연방방첩국(FSK)으로 개편했다. 이후 러시아 연방방첩국은 1995년 현재의 이름인 러시아 연방보안국(FSB)으로 바뀌면서 지금까지 이어지게 되었다.

## 논란
러시아 연방보안국은 국가보안위원회를 이어받은 조직이라는 점에서 많은 소비에트 사회주의 공화국 연방 국가보안위원회 출신 인사들이 일하고 있다. 현재 러시아 연방 대통령인 블라디미르 푸틴도 1998년 러시아 연방 국무총리를 역임하기 전에는 러시아 연방보안국장을 지냈다.
1999년 블라디미르 블라디미로비치 푸틴이 러시아 연방 국무총리에 임명된 직후에 그 해 10월에 모스크바에서 대규모 아파트 폭탄 테러가 일어나 수백명이 다치는 사고가 일어났다. 러시아 연방 정부는 이 테러를 체첸 반군의 소행으로 규정지었고, 테러의 책임을 물어 제2차 체첸 전쟁을 일으켰다. 하지만 체첸 반군은 이후 모스크바의 아파트 폭탄 테러가 자신들의 소행이 아니라고 주장했고, 일각에서는 연방보안국에서 푸틴의 대통령 선출을 위해 계획한 음모라고 보기도 했다. 실제로 이 사건에 의문을 표기하던 언론사 기자가 이후 사고를 당하는 일이 벌어졌다.
2003년, 당시 러시아 연방 대통령이었던 블라디미르 푸틴은 러시아 연방 국경관리청을 러시아 연방보안국 소관으로 이동시키고, 러시아 연방통신정보국의 일부 기능, 러시아 연방세무경찰청이 실시하고 있던 금융 범죄 수사 기능의 일부를 러시아 연방보안국에 부여해 권한을 대폭 강화시켰다. 이를 두고 일부에서는 러시아 연방 정부가 연방보안국의 권한을 옛 소비에트 사회주의 공화국 연방의 국가보안위원회와 유사한 수준으로 되돌리려는 것이 아니냐는 우려를 나타냈었다.

## 역대 국장
- 니콜라이 골루시코 (1993년 12월 21일 ~ 1994년 2월 28일) (연방방첩국)
- 세르게이 스테파신 (1994년 3월 4일 ~ 1995년 6월 30일)
- 미하일 바르수코프 (1995년 7월 24일 ~ 1996년 6월 20일)
- 니콜라이 코발료프 (1996년 6월 20일 ~ 1998년 7월 25일)
- 블라디미르 푸틴 (1998년 7월 25일 ~ 1999년 8월 9일)
- 니콜라이 파트루셰프 (1999년 8월 9일 ~ 2008년 5월 12일)
- 알렉산드르 보르트니코프 (2008년 5월 12일 ~ )

## 같이 보기
- 국가보안위원회
- 대외정보국